# Pycnoschema parvicornis
Pycnoschema parvicornis är en skalbaggsart som beskrevs av Leon Fairmaire 1894. Pycnoschema parvicornis ingår i släktet Pycnoschema och familjen Dynastidae. Inga underarter finns listade i Catalogue of Life.